# Money-G
Money G, właściwie Michael Bein (ur. 20 października 1975) – niemiecki DJ i producent muzyki klubowej. Członek grupy The Hitmen a także A1 Project, A.U.R.A., 2 DJ's And One, Airbeat One Project, Lagoon, M.U.M.M.S., Rocketeers. Tworzy muzykę pod wieloma pseudonimami zależy od gatunku w jakim zrobiony jest utwór np. jako Money-G tworzy House, lecz jako MG Traxx Hands Up. Jego pierwszy oficjalny singiel jako Money-G nosi tytuł Release Me i z niemieckim vocalem Schwerelos. Jednym z większych sukcesów jest projekt Jasper Forks oraz utwór o tytule River Flows in You.

## Dyskografia

### Single[2]
- Money-G – Release Me / Schwerelos (2010)
- Money-G – Du Bist Nicht Du (2011)
- MG Traxx – I Like (2010)
- MG Traxx – Burn This City (2011)
- Money-G feat. Falco – Jeanny 2011 (2012)
- Money-G vs. Shaun Baker – Piano Age (2012)
- DJ Kryst-Off & Money-G – Music Is My Life (2012)
- Money-G – Twenty Thousand Volt (2013)
- Money-G – Undercover Lover (2013)

### Remiksy[2]
- DJ Gollum – Passenger (Money-G Remix)
- Comiccon – Komodo '10 (Money-G Remix)
- DJ Gollum vs. Basslovers United – Narcotic (Money-G Remix)
- Mario Lopez – Always & Forever 2k10 (Money-G Remix)
- R.I.O. – Hot Girl (Money-G Remix)
- Money-G – Release Me (Michael Bein Remix)
- Money-G – Schwerelos (Michael Bein Remix)
- Colina – Farben (Money-G Remix)
- G.K. Project feat. Rafael Kane – Hey You Stickin in My Brain (Money-G Remix)
- MG Traxx – I Like (Money-G Remix)
- Andrew Spencer – Heart Of The Ocean (Titanic Theme) (Money-G Remix)
- DJ Gollum feat. Scarlet – Poison (Dj Gollum vs. Money G Mix)
- DJ Gollum feat. Scarlet – Poison (Money G Remix)
- R.I.O. – Like I Love You (Money G Remix)
- Jasper Forks – Alone (Money G Vocal Mix)
- Jasper Forks – Alone (Money G's DD Mix)
- Faceman – You're Beautiful To Me (Money-G Remix)
- MG Traxx – Burn This City (Money G Remix)
- DJ Scotty – Braveheart 2K11 (Money G Remix)
- Cassey Doreen – Girls Just Want To Have Fun (Money-G Remix)
- Godlike Music Port – Lift Me Up (Money-G Remix)
- Toby Stuff & Dany C. – Only One (Money-G Remix)
- Giorno – I Clear The Area (Money-G Remix)
- Funky Bootz – Get The Party Rockin (Money G Remix)
- Dream Dance Alliance – A Day At The Beach (Money-G Remix)
- Colina – Du & Ich (Money-G Remix)
- Money-G – Undercover Lover (MG Traxx Remix)
- Lacuna – Celebrate The Summer 2012 (Money-G Remix)
- Airbeat One Project – Turn Up The Party (Money-G Remix)
- Empyre One – Mirrors (Money-G Remix)
- Money-G vs. Shaun Baker – Piano Age (MG Traxx Remix) & (Money-G. Remix)
- Alex Megane – Beautiful Day (MG Traxx Remix)
- DJ Kryst-Off & Money-G – Music Is My Life (Money-G Remix) & (MG Traxx Remix)
- Airbeat One Project – Snowbeat (Money-G Mix) & (Money-G's Groovy Mix)
- Manian Feat. Nicci – I'm In Love With The DJ (Money G. Remix)
- DJ Kryst-Off Feat. Breaker – Ma Belle (Money G Remix)
- R.I.O. – Living In Stereo (Money G. Remix)
- R.I.O. – Turn This Club Around (Money G. Remix)
- Darius & Finlay – Get Up (Money G. Remix)
- Dream Dance Alliance – A Day At The Beach (Money-G Remix)

### Bootleg'i
- Keri Hilson – I Like (MG Traxx Bootleg Mix)
- Kai Tracid Vs. Money-G – 4 Just 1 Day (Money-G Bootleg)
- Jay Sean feat. Lil Wayne – Down (MG Traxx Bootleg Mix)
- Jasper Forks – River Flows In You (MG Traxx Bootleg Mix)
- Selena Gomez – Naturally (MG Traxx Bootleg Mix)
- The Hitmen – Like I Love You (MG Bootleg Mix)
- René de la Moné – Baby Do You Know (MG-Traxx Bootleg)
- Galimar – Sunshine On A Rainy Day 2010 (MG Traxx Bootleg Mix)

### Projekty[2]
- 2 DJ's And One
- A.U.R.A.
- A1 Project
- Airbeat One Project
- Jasper Forks
- Lagoon
- Money-G
- MG Traxx
- Michael Bein
- M.U.M.M.S.
- Rocketeers
- The Hitmen